# Thomasia brachystachys
Thomasia brachystachys är en malvaväxtart som beskrevs av Porphir Kiril Nicolai Stepanowitsch Turczaninow. Thomasia brachystachys ingår i släktet Thomasia och familjen malvaväxter. Inga underarter finns listade i Catalogue of Life.